# Roslyn (Palmerston North)
 (janvier 2025).
Le contenu est difficilement compréhensible vu les erreurs de traduction, qui sont peut-être dues à l'utilisation d'un logiciel de traduction automatique.
Pour les articles homonymes, voir Roslyn.
Roslyn est une banlieue de la cité de Palmerston North, dans la région de Manawatū-Whanganui, dans l’Île du Nord de la Nouvelle-Zélande.

## Situation
Elle est localisée à 3 km au nord-est du centre de la cité et est limitée au nord par la ligne principale de chemin de fer de le l’Île du Nord de la Nouvelle-Zélande (en) (au niveau de Milson), à l’est par la ligne ligne de chemin de fer Palmerston North-Gisborne (en) (dans Kelvin Grove), au sud par ‘Main Street East’ de (Terrace End) et à l’ouest par Ruahine Street Papaioea  qui est le secteur de l'hôpital Nord de Palmerston. Roslyn est aussi localisée à 2,1 km au sud-est de Palmerston North International Airport (en).

## Municipalités limitrophes
La banlieue est à prédominance résidentielle et lors du recensement néo-zélandais de 2018 avait une population de 2364 habitants.

## Histoire
Richter, Nannestad & Co., une société de scierie avait acquis et dégagé en profondeur une vaste zone de forêt située au nord-est de la ville de Palmerston North. En 1879, la compagnie possédait quelques 600 acres de terres dans le secteur situé entre ‘Vogel Street’, au nord de Boundary Rd (maintenant Tremaine Ave) et Featherston Street.
En 1900, Robert Price Edwards établit un commerce de fabrication de briques au niveau du parc actuel Edwards Pit., Il construisit le « Hoffman Kiln » au niveau de ce site en 1904, un four, qui pouvait cuire 9000 briques dans une seule chambre en utilisant l’argile, qui était extrait en creusant sur le site lui-même. Le bâtiment kiln est maintenant un bâtiment protégé du patrimoine.
En 1902, Charles Mackintosh Ross, fonda la « Rosco (CM Ross and Co) » en achetant des terrains à l’extrémité est de Featherston Street et construisit une maison en 1908, nommée Rangimarie (qui existe toujours). En 1924, Ross mourut et la propriété passa à sa femme, (qui vécut dans la maison jusqu’à sa mort trente ans plus tard). En 1940, Mrs Ross vendit les terres autour de la maison de Rangimarie au gouvernement, ce qui devint ainsi la base d’un nouveau lotissement de maison d’état. Le gouvernement acheta plus tard un peu plus de terres à proximité.
La zone fut connue comme le bloc Ross jusqu’en 1948, quand il fut renommé : Roslyn. Malheureusement quand le bureau de poste fut mis en place à cet endroit il y avait déjà la localité nommée Roslyn dans la région d’Orago : une banlieue de Dunedin. Dès lors la « Terrace End-Roslyn Progressive Association » a du trouver un autre nom pour ce secteur.
Rossmont fut donc choisit à cause de sa localisation; le fait que le secteur est plus haut que le reste de la cité de Palmerston North. Récemment, peut être à cause de l’école primaire locale, le nom de Roslyn a refait surface.
Cette zone est maintenant Roslyn mais est connue aussi sous divers nom comprenant Ross Block, Ross, Rossmont et Terrace End. Jusqu’à récemment Statistics New Zealand identifiait ceux qui vivaient dans le secteur dans Roslyn comme vivant dans Terrace End. Terrace End tel qu’il est maintenant est connu comme Brightwater.

## Démographie
Roslyn couvre 1,15 km2 et avait une population estimé à 2 650 habitants en juin 2024 avec une densité de population de 2 304 hab./km2.
Il y avait 870 logements, comprenant 1 182 hommes et 1 185 femmes, donnant un sexe-ratio of 1,0 homme pour une femme. L’âge médian était de 31,6 ans (comparé avec les 37,4 ans au niveau national), avec  501 personnes (21,2 %) âgées de moins de 15 ans, 621 personnes (26,3 %) âgées de 15 à 29 ans, 936 personnes (39,6 %) âgées de 30 à 64 ans, et  303 personnes (12,8 %) âgées de 65 ans ou plus.
L’ethnicité est pour 66,9 % : européens/Pākehās, 23,5 % Māoris, 7,9 % originaires du Pacifique (en), 15,6 % d’origine asiatique (en) et 3,2 % d’une autre ethnicité. Les personnes peuvent s’identifier de plusieurs ethnicités en fonction de l’origine de leurs parents.
Le pourcentage des personnes nées outre-mer était de 21,6 %, comparé avec les 27,1 % au niveau national.
Bien que certaines personnes choisissent de ne pas répondre à la question du recensement concernant leur affiliation, religieuse, 45,1% n’ont aucune religion, 37,2 % sont chrétiens (en), 1,5 % ont des croyances religieuses Māori, 3,7% sont hindouistes (en), 1,6 % sont musulmans, 1,0 % sont bouddhistes (en) et 2,3 % ont une autre religion.
Parmi ceux d’au moins 15 ans d’âge, 345 personnes (18,5 %) ont une licence ou un degré universitaire supérieur mais 390 personnes (20,9 %) n’ont aucune qualification formelle. Le revenu médian était de 27 700 $, comparé avec les 31 800 $ au niveau national. 165 personnes (8,9 %) gagnent plus de 70 000 $ comparé aux 17,2 % au niveau national. Le statut d’emploi de ceux d’au moins 15 ans d’âge est pour 918 personnes (49,3 %): un emploi à plein temps, pour 255 personnes (13,7 %), qui sont à employés à temps partiel et 108 personnes (5,8 %) sont sans emploi.

## Caractéristiques locales
Roslyn a un centre de la police de la communauté et un station de pompiers, une piscine, un pub local et de nombreux magasins. C‘est une zone agricole importante mais, qui fabrique aussi des objets en béton et des canalisations en plastique, de la nourriture pour les animaux et qui constitue un hub pour la distribution avec aussi des pièces automobiles.
- Le cimetière de Terrace End (en) est le plus ancien cimetière de Palmerston North, qui est localisé au pied de Vogel Street.

Pratiquement 10000 personnes ont été enterrées dans ce cimetière depuis que Rangitāne a fait don en 1875 du terrain aux novices de la localité de Palmerston North.
Les parcelles sont maintenant fermées, mais les descendants de ceux qui y ont été enterrés peuvent encore y faire enterrer leurs proches.
- Le Skogland Park, un terrain de football, est dénommé d’après l’ancien MP Phil Skoglund (en)[6].
- Vautier Park, une ancienne carrière de Edwards Brick and Pipes, est le principal site en extérieur de netball de Palmerston North,qui est ainsi nommé en hommage à Cath Vautier (en), une ancienne enseignante de QEC qui fut un instrument essentiel dans la formation du netball au niveau du club de Manawatu Netball[7].

- Edwards Pit Park, un ancien site de Brick and Pipes et un ancien terrain de football, a été redéveloppé avec la plantation d’arbres natifs, de chemins et de parcours aquatiques[3].

- Norton Park, qui est caractéristique d’un marais et des restes du cours d’eau nommé Little Kawau Stream, maintenant enfouis[8].

- Hulme Street Reserve est aussi localisée dans Roslyn[9].

De nombreuses rues de Roslyn portent des noms d’écrivains célèbres ou de récipiendaires de la croix de Victoria.

## Gouvernance
Roslyn constituait autrefois une partie du ward de Papaioea au niveau du conseil de la cité de Palmerston North avec ses voisins de Milson, Papaioea, Palmerston North Hospital Area et Kelvin Grove.
Avant l’année 1996, Roslyn north et l’est de Featherston Street étaient une partie de l’électorat de e Manawatu, alors que Roslyn au sud de Featherston Street était située dans l’électorat de Palmerston North.
L’ensemble de la banlieue est maintenant une partie de l’électorat de Palmerston North et de l’électorat Māori de Te Tai Hauāuru (en).

## Éducation
- école secondaire Freyberg (en), est une école secondaire, publique, mixte[10] est localisée dans la localité de Roslyn[11] avec un effectif de 1019 élèves en novembre 2024[12].

Il inclut la « Whakatipuria Teen Parent Unit »
- L’école de Roslyn est une école primaire, mixte, allant des années 1 à 8[14],[15] avec un effectif de 371 élèves en novembre 2024[16].
- L’école de Ross Intermediate est une école publique, mixte, de type intermédiaire, allant de l’année 7 à 8[17],[18] avec un effectif de 518 élèves en novembre 2024[19].
- L’école St Mary est une école primaire, mixte, catholique mais intégrée au public, allant des années 1 à 6[20],[21] avec un effectif de  236 élèves en novembre 2024[22].

## Personnalités notables
- ancien MP Steve Maharey (en) (travailliste) passa une partie de sa vie initiale dans Roslyn
- Hugo Inglis joueur de hockey des Black Sticks, qui a grandi dans la localité de Roslyn
- Polly Inglis, joueur de cricket des Otago Sparks qui a grandi dans la localité de Roslyn